# Planetario Nacional (Manila)
El Planetario Nacional (en filipino: Pambansang Planetaryo), es un planetario propiedad del Museo Nacional de Filipinas en Manila, y es operado por él. Consta de una cúpula de 16 metros (52,5 pies) ubicada en el Parque Rizal entre el Jardín Japonés y el Jardín Chino en la Avenida Padre Burgos en el distrito central de Ermita. Se inauguró el 8 de octubre de 1975 y está en funcionamiento desde entonces.

## Historia
La construcción de un museo astronómico en el Parque Rizal fue propuesta por el jefe de la Oficina Meteorológica de Filipinas y fundador de la Sociedad Astronómica de Filipinas, Máximo Sacro Jr. y por el director del Museo Nacional, Godofredo Alcasid, en 1970. La construcción del edificio comenzó en 1974 con la ayuda de ingenieros japoneses. La construcción del planetario costó 100.000 USD con fondos proporcionados por el gobierno japonés como parte de su reparación de guerra a Filipinas. El decreto presidencial n.º 804-A, firmado por el entonces presidente Ferdinand Marcos el 30 de septiembre de 1975, lo estableció formalmente como Planetario Nacional. El edificio fue inaugurado el 8 de octubre de 1975.
En 2012, el planetario tuvo más de 40.000 visitantes, mayoritariamente alumnado local y de provincias cercanas.